# Dante Alighieri (1913)
El Dante Alighieri fue un acorazado italiano botado en 1910. Prestó servicio en la Regia Marina durante la Primera Guerra Mundial. Fue el primer acorazado monocalibre (tipo dreadnought) de la Regia Marina y el primero con el armamento principal dispuesto en cuatro torres triples: 12 cañones de 305 mm en 4 torres. Su única acción significativa durante la I Guerra Mundial fue el bombardeo del puerto de Durazzo, el 8 de octubre de 1918.
Si bien ha sido la primera y única nave de la Regia Marina-Marina Militare que recibía su nombre en honor al poeta Dante Alighieri, no fue la única nave de la marina militar italiana nombrada en honor a un poeta; en los años 30, entraron en servicio cuatro destructores de la clase Alfredo Oriani (también llamada clase Poeta): Alfredo Oriani, Vittorio Alfieri, Giosuè Carducci e Vincenzo Gioberti.

## Proyecto
Proyectado por Eduardo Masdea era el primer acorazado mono-calibre italiano y el primero de este tipo del mundo que abandonaba la clásica configuración de torres dobles en su artillería principal.
Las torres triples, estaban localizadas una a proa, otra a popa y dos en el centro de la nave. Esta solución, se adoptó para mantener bajo el centro de gravedad del buque y ofrecer así un bajo perfil, renunciando con ello al mayor poder de fuego que hubiera ofrecido situar torres en tándem a proa, o eventualmente a popa, que le hubieran dado la posibilidad de concentrar un mayor poder de fuego en sus ángulos delantero o posterior. Esta solución, solo fue seguida por algunas clases de la marina rusa.
Como todos los acorazados italianos, se caracterizaba por una alta velocidad en comparación con sus posibles rivales, aunque esto se conseguía, a costa del espesor del blindaje que era ligeramente inferior a las naves homólogas de otras armadas.
Para la propulsión, sus 4 hélices, eran movidas por 17 calderas a carbón y 6 calderas a nafta. 

## Historial
Fue botado el 20 de agosto de 1910 y entró en servicio el 15 de enero de 1913, durante la guerra fue usado principalmente en patrullas en el mar Adriático meridional, pero no llegó a entablar combate ya que los acorazados de la armada imperial austrohúngara, raramente abandonaban sus puertos.
El 2 de octubre de 1918 efectuó un ataque con su artillería principal sobre el puerto de Durazzo.
En 1923 fue remodelado, en especial, en lo referente a sus calderas de carbón que fueron substituidas por otras de nafta. El 1 de julio de 1928 fue dado de baja y desguazado poco después.